# Llista d'episodis de Boys Be...
Boy be... és una sèrie d'anime de 13 capítols produïda per l'estudi japonès Hal Film Maker. Basat en el manga del mateix nom, escrit per Masahiro Itabashi i il·lustrat per Hiroyuki Tamakoshi, fou emesa pel senyal satèl·lit WOWOW japonès des de l'11 d'abril de 2000 fins al 4 de juliol del 2000.
A Catalunya, fou estrenada pel canal K3 des del 12 de gener 2002 fins al 24 de febrer 2002, reemetent-se posteriorment en diverses ocasions.

## Llista d'episodis
| # | Títol en català | Data d'estrena al Japó | Data d'estrena a Catalunya |
| --- | --- | ---------------------- | -------------------------- |
| 1 | L'esclat dels cirerers Sakura Fuwari (サクラ・フワリ)                                                                  | 11 d'abril de 2000     | 12 de gener de 2002        |
| En Kyoichi i la Chiharu són amics de tota la vida i van a la mateixa escola. En Kyoichi també és amic del Yoshihiko i del Makoto. La Chiharu és amiga de l'Aki i de la Yumi. Bufen vents d'adolescència i tothom descobreix nous sentiments i es mira els amics de l'altre sexe amb nous ulls. En Kyoichi comença a sentir alguna cosa que s'assembla a l'amor per la Chiharu i ella també comença a tenir una actitud diferent en presència d'ell. Acabaran donant-se les mans sota una pluja de pètals de flors de cirerer. | |                        |                            |
| 2 | Un somriure per l'àngel trist Namida no Tenshi ni Hohoemi wo (涙の天使に微笑みを)                                      | 18 d'abril de 2000     | 13 de gener de 2002        |
| Mentre en Makoto està distret mirant la roba interior d'una noia, un camió li dona un cop i l'han de portar a l'hospital perquè té una cama trencada. El pobre Makoto pensa en totes les noies que no veurà durant els cinc dies de convalescència però, per sort, la infermera que s'ocupa d'ell és la guapíssima Mizuki. Intenta seduir-la amb la col·laboració d'una nena molt simpàtica, però l'únic que aconsegueix és provocar-li problemes professionals. Finalment, la Mizuki, que encara no domina del tot la seva feina, decideix, animada pel Makoto, concentrar-se al cent per cent a convertir-se en la infermera perfecta.                                                                                   | |                        |                            |
| 3 | El so de la pluja Tennen Renai no Susume (天然恋愛ノススメ)                                                            | 25 d'abril de 2000     | 19 de gener de 2002        |
| Un dels pocs dies que assaja jugades de beisbol, en Yoshihiko llança la pilota massa fort i va a parar a la biblioteca de l'escola. Mentre la busca entre les prestatgeries de llibres, "salva" una noia que es diu Aya de caure d'un escambell. Per agrair-l'hi, l'Aya li fa un petó. En Yoshihiko s'ho pren com una declaració d'amor i torna a la biblioteca cada dia amb l'esperança de veure-la. L'Aya no apareix perquè se n'ha anat a França, però ell explica l'aventura a tots els seus amics i aprofita per afegir-hi coses que ha llegit mentre esperava el seu amor. | |                        |                            |
| 4 | Ni amb tots els somriures del món Sekaijuu no Hohoemi wo Atsume te mo Kanawanai (天世界中の微笑みを集めてもかなわない) | 2 de maig de 2000      | 20 de gener de 2002        |
| Les noies estan mirant l'àlbum de fotos de l'Aki i es fixen en un retrat molt bonic d'ella. És obra de l'Ueno, el seu primer nòvio, que l'hi va fer un dia de pluja. L'Aki recorda aquella època amb nostàlgia. Curiosament, al cap d'una estona topa amb en Ueno en un parc. Tots dos s'alegren de veure's, però sembla que en Ueno va perdre la seva "màgia" quan l'Aki va canviar d'escola. L'Aki, sorpresa pel desànim del noi, decideix ajudar-lo. Després, les seves amigues li expliquen que en Ueno torna a ser el d'abans. | |                        |                            |
| 5 | L'estiu més blau Taiyou ga Mata Kagayaku Toki (太陽がまた輝くとき)                                                     | 9 de maig de 2000      | 26 de gener de 2002        |
| Gràcies a la Chiharu, en Kyoichi i en Makoto aconsegueixen una feina d'estiu en un quiosquet de la platja que porten els cosins de la noia, que són en Daisuke Nitta i laNao, la seva germana petita. En Daisuke és un tirà i la feina és dura. En Makoto intenta seduir la Nao, però ella té la salut delicada i en Daisuke la protegeix massa. Un dia que l'Aki i la Yumi van a veure els seus amics, la Nao els porta en secret a una illa on hi ha cuques de llum marines. En Daisuke està molt preocupat. Quan finalment troba la colla, la Nao li dona les cuques de llum, que ha ficat en un pot decorat per ella mateixa en memòria de la seva infància.                                                           | |                        |                            |
| 6 | Els amants del béisbol Aozora wo Agetai (青空をあげたい)                                                               | 16 de maig de 2000     | 27 de gener de 2002        |
| A la Natsue, que, per cert, és molt maca, li encanta el beisbol, però no sap que el gran torneig de Koshien és només per a nois. En Yoshihiko li ha de revelar aquesta terrible realitat però, impressionat per la passió de la Natsue pel beisbol, decideix consolar-la ajudant-la a entrenar-se. Tot plegat, a més, fa que reflexioni sobre la seva pròpia relació amb aquest esport i, encoratjat per Natsue, pren la decisió d'esforçar-se al màxim i convertir-lo també en la seva passió | |                        |                            |
| 7 | El final de l'estiu Natsu no Owari (夏の終わり)                                                                        | 23 de maig de 2000     | 2 de febrer de 2002        |
| En Kyoichi continua treballant i apartat de la seva estimada Chiharu. La Chiharu, mentrestant, coneix en Kyuki, un noi que es mostra molt segur d'ell mateix. Al principi no li fa cas, però se sent tan sola que acaba flirtejant amb ell. Encara que no és cap relació seriosa, tots dos s'ho passen bé. Però la Chiharu no es treu en Kyoichi del cap. L'Aki i la Yumi li expliquen que treballa molt però, perquè tingui una sorpresa agradable, prefereixen no dir-li que està a punt de venir-la a veure. La Chiharu, que se sent oblidada, truca en Kyuki i passa el vespre amb ell. En Kyoichi arriba just a temps de veure com es fan un petó.                                                                    | |                        |                            |
| 8 | Les orenetes Rinbu ~ Juu Roku Ya Tsuki (輪舞～十六夜月)                                                                | 30 de maig de 2000     | 3 de febrer de 2002        |
| Des que va trencar la relació amb la Chiharu, en Kyoichi està desanimat. L'escola no li interessa, però es fixa en la Shoko, una noia que s'assembla a la Chiharu. Com que a la Shoko també li cau bé en Kyoichi, comencen a quedar. No és exactament amor però tots dos omplen buits emocionals. En el cas d'en Kyoichi, l'absència de la Chiharu. El problema de la Shoko és la seva secreta timidesa. Li agradaria ser la cantant d'un grup musical però li falta valor. De tota manera, com que és una noia dinàmica i lúcida, acaba rebutjant en Kyoichi i dient-li que no vol ser la substituta de la Chiharu. | |                        |                            |
| 9 | Fulles seques Shiawase no KATEGORII (幸せのカテゴリー)                                                                 | 6 de juny de 2000      | 9 de febrer de 2002        |
| En Makoto té un nou joc d'ordinador que li ha de servir per trobar nòvia, però la Yumi li espatlla l'ordinador. Per fer-se perdonar, acorden que li ha de presentar una amiga seva que es diu Erika. La primera trobada entre en Makoto i l'Erika no va gaire bé i la Yumi decideix ajudar en Makoto sotmetent-lo a un "entrenament" especial. Durant tot un dia, ella farà d'Erika i en Makoto l'ha de conquistar. Al principi, la situació és tensa i en Makoto comet molts "errors", però finalment s'ho passen molt bé. La Yumi no entén que en Makoto no oblidi l'Erika i està trista. Però l'Erika s'adona del conflicte i no té cap problema per apartar-se d'en Makoto i animar-lo a sortir amb la Yumi.           | |                        |                            |
| 10 | La creu de la soledat Nemurenai Yoru wo Daite (眠れない夜を抱いて)                                                     | 13 de juny de 2000     | 10 de febrer de 2002       |
| En Kyoichi té un somni recurrent en què veu una creu. Se sent sol i està trist. Un dia s'adona que en Yokota, un company del curs d'arts plàstiques, porta una arracada en forma de creu. És un noi sensible que està enamorat de l'Aida, una companya de classe, però no s'atreveix a declarar-se. En Kyoichi es decideix a intentar ajudar-lo. Malgrat la seva cooperació, en Yokota és rebutjat, però almenys se sent millor, menys asfixiat per les circumstàncies. | |                        |                            |
| 11 | La primera nevada Fuyu ga Kuru Mae ni (冬が来る前に)                                                                   | 20 de juny de 2000     | 16 de febrer de 2002       |
| En Makoto i en Kyoichi no entenen que en Yoshihiko no s'hagi adonat que l'Aki està enamorada d'ell. En Yoshihiko topa amb una noia que sembla molt famosa: és l'actriu Jyunna Morio, però ell no la coneix. La Jyunna decideix que en Yoshihiko li pot fer de guardaespatlles durant la resta del dia, ja que està buscant el seu amant, un càmera que hauria d'estar treballant al parc. Però no veu el càmera enlloc i es desanima. Li explica al seu "guardaespatlles" que per a ella és importantíssim sentir-li la veu o veure-li un moment la cara. Finalment el troba i en Yoshihiko comprèn els sentiments de l'Aki i decideix trucar-la. Mentrestant, comencen a caure els primers flocs de neu de l'hivern.      | |                        |                            |
| 12 | De la fi al principi Sennen no Chika (1000年の誓い)                                                                    | 27 de juny de 2000     | 17 de febrer de 2002       |
| Arriba el nou segle i és el moment de recordar totes les coses importants que han passat durant l'any. L'Aki es declara a Yoshihiko. La Yumi i en Makoto són una parella feliç. La Chiharu i en Kyoichi, en canvi, no s'acaben de reconciliar. Hi ha dos mites sobre el moment del canvi d'any: un diu que els enamorats que el passin junts continuaran junts durant mil anys. L'altre diu exactament el contrari. Malgrat les suposades profecies, tothom vol estar amb la seva parella. En Kyoichi pensa en la Chiharu però, quan ella arriba, s'adona que encara no li pot perdonar la infidelitat. | |                        |                            |
| 13 | El final d'una història Kiseki no Hate (軌跡の果て)                                                                    | 4 de juliol de 2000    | 24 de febrer de 2002       |
| En Kyoichi necessita passar uns dies sol i decideix anar-se'n a Hokkaido. Per desgràcia, perd l'autobús, però una noia molt maca i rossa, encara que japonesa, s'ofereix a portar-lo amb moto. És molt espontània i bromista, i el caràcter dolç d'en Kyoichi li recorda el seu últim nòvio, que la va deixar per anar-se'n a pintar al sud de França. A més, resulta que també és escultora i entén molt bé l'obra d'en Kyoichi. Gràcies a ella, en Kyoichi s'adona que és important fer les coses amb sinceritat i sense amagar els sentiments. Li pregunta com es diu i ella respon que... Chiharu! Kyoichi torna a casa i als braços de la seva Chiharu. Comença una nova temporada i potser una nova història d'amor. | |                        |                            |